# Félix Durbesson
Félix Durbesson, né à Carpentras (Vaucluse) le 17 juillet 1858 et mort dans la même ville le 10 décembre 1936, est un artiste peintre français.

## Biographie
Élève d'Alexandre Cabanel, Félix Durbesson expose au Salon des artistes français à partir de 1879. Il abandonne la peinture pendant près de quarante ans afin d'aider son père commerçant à Carpentras. Il réalise surtout des portraits.

## Collections publiques
- Carpentras, musée Comtadin-Duplessis :
  - Autoportrait, huile sur toile ;
  - Le Petit Cireur.